# Philippe C. Schmitter

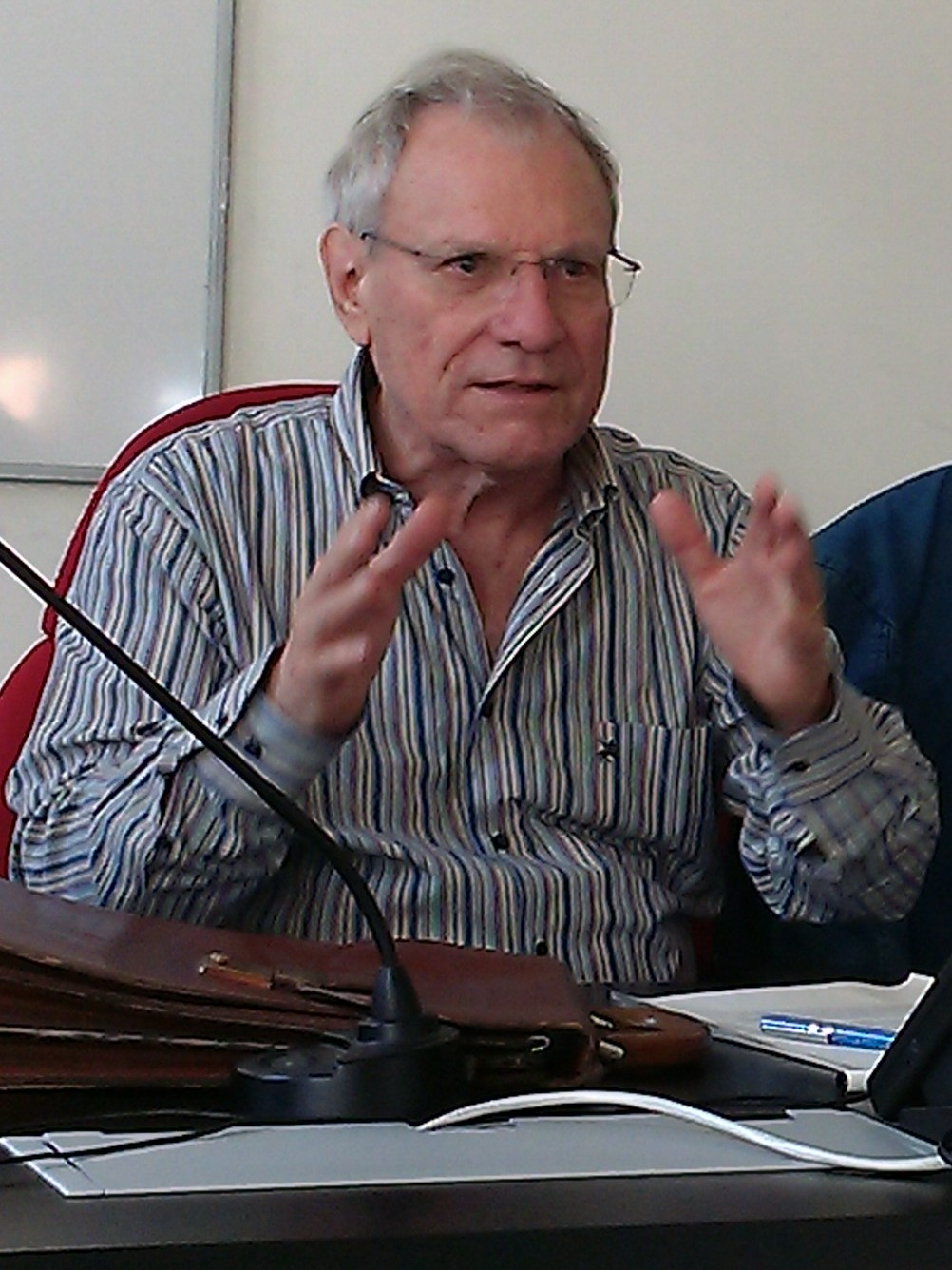
Philippe C. Schmitter, 2015

Philippe C. Schmitter (* 19. November 1936 in Washington, D.C.) ist ein amerikanischer Politikwissenschaftler.

Philippe C. Schmitter studierte u. a. die Fächer der internationalen Beziehungen, der Geschichte und der politischen Ökonomie am Dartmouth College (von 1954 bis 1957), an der Universidad Nacional Autónoma de México (von 1957 bis 1958) und an der Universität Genf (von 1959 bis 1961). Er wurde 1968 an der University of California promoviert mit der Arbeit Development and Interest Politics in Brazil: 1930–1965. Von 1975 bis 1984 lehrte er als Professor für Politikwissenschaft an der University of Chicago. Von 1985 bis 1998 lehrte er an der Universität Stanford. Seit 1999 ist er Honorarprofessor an der Universität Konstanz. Im Jahre 2000 trat Schmitter eine Professur am Europäischen Hochschulinstitut in Florenz an. Dort lehrte er seit 2005 als Professor. Im Jahr 2009 erhielt Schmitter den renommierten Skytteanska priset und wurde mit der Ehrendoktorwürde der Universität Luzern ausgezeichnet.
Seine Forschungsschwerpunkte sind die Vergleichende Politikwissenschaft, die regionale Integration in Westeuropa und in Lateinamerika sowie die Transition in Südeuropa und in Lateinamerika. Schmitter gilt als einer der profiliertesten Vertreter des Neofunktionalismus, hat aber auch Unzulänglichkeiten dieser Theorie benannt und für ihre Fortentwicklung plädiert.

## Schriften
Monografien
- How to democratize the European Union ... and why bother?, Lanham 2000, ISBN 0-8476-9905-6.
- mit Guillermo O’Donnell Transitions from authoritarian rule. Tentative conclusions about uncertain democracies, 4. verbesserte Auflage, Baltimore 1993, ISBN 0-8018-2682-9.
- Interest conflict and political change in Brazil, Stanford 1971, ISBN 0-8047-0733-2.

Herausgeberschaften
- Military rule in Latin America. Function, consequences and perspectives, Beverly Hills 1973, ISBN 0-8039-0242-5.